# Hernán Pellerano
Hernán Darío Pellerano est un footballeur argentin né le 4 juin 1984 à Buenos Aires, qui évolue au poste de défenseur central pour le Club Olimpia au Paraguay .

## Palmarès
- CA Vélez Sarsfield
  - Vainqueur du Championnat de Clôture d'Argentine : 2005